# International Standard Musical Work Code
International Standard Musical Work Code (ISWC) è un codice universale per opere musicali, similare allo ISBN per i libri. È adottato come standard dalla norma ISO 15707. Il subcommittee ISO responsabile è il TC 46/SC 9.

## Formato
Ogni codice è composto da tre parti:
1. prefisso (1 carattere)
2. identificativo (9 cifre)
3. check digit (1 cifra)

Attualmente l'unico prefisso definito è il "T", indicante opere musicali. In futuro si potrà avere altri prefissi indicanti altre tipologie di opere.
Codici ISWC hanno sintassi del tipo 'T-123.456.789-Z'. Il raggruppamento è solo funzionale alla lettura; le cifre non incorporano indicazioni riguardo regioni, autori, editori, etc. I separatori non sono necessari, e altri separatori sono proibiti.
Un ISWC identifica opere non registrazioni. ISRC identifica registrazioni.
Un'opera può avere autori multipli, inevitabilmente può esserci un codice duplicato, rilevabile in momenti successivi. In tal caso si assegnerà un nuovo codice, con legami al precedente (non cancellabile).
Il primo ISWC fu assegnato nel 1995, per la canzone Dancing Queen degli ABBA; il codice è T-000.000.001-0.

## Usi
Per registrare un ISWC si devono avere le seguenti informazioni basilari:
- titolo
- nome dei compositori, arrangiatori e autori, con indicazione del ruolo (codice ruolo) e il loro numero CAE/IPI
- numero CIS (Common Information System)
- identificazione di altre opere se derivate da